# Межигір'я (Самбірський район)
Межигі́р'я — село в Україні, у Самбірському районі Львівської області. Населення становить 349 осіб. Орган місцевого самоврядування — Боринська селищна рада.

## Історія
7 травня 1946 року село Молдавське Боринського району перейменували на село Межигір'я і Молдавську сільську Раду — на Межигірську.

## Церква
За переказами старожилів, у 1912 році в селі поставили дерев'яну церкву Введення у храм Пресвятої Богородиці після того, як її перенесли з села Мохнате. Там цю церкву збудував 1794 року майстер Гнат Хитрило.
У Межигір'ї церква розташована на схилі гори при дорозі. Вівтар храму спрямований на схід. При вівтарі з півдня розташована невелика прямокутна захристія. Церкву оточує широке піддашшя, оперте на профільовані виступи вінців зрубів, під ними схований засклений ґанок на західному фасаді. Під піддашшям по південній стіні бабинця підвішений дзвін. У 1960–1989 роках через атеїстичну діяльність радянської влади літургій у церкві не відправляли.